# آلوارو سابوریو
آلوارو سابوریو (انگلیسی: Álvaro Saborío؛ زاده ۲۵ مارس ۱۹۸۲) یک بازیکن فوتبال اهل کاستاریکا است.
وی همچنین در تیم ملی فوتبال کاستاریکا بازی کرده‌است.